# Viviana Veloz
Rebeca Viviana Veloz Ramírez (Santo Domingo, 7 de noviembre de 1984) es una política ecuatoriana, asambleísta nacional por la provincia de Santo Domingo. Fue presidenta de la Asamblea Nacional del Ecuador, desde el 2 de octubre de 2024 hasta el 13 de mayo de 2025. Es conocida por haber sido ponente en el juicio político de Guillermo Lasso.

## Vida política
Fue elegida para representar a la provincia de Santo Domingo de los Tsáchilas en la elecciones de 2021, por el Movimiento Revolución Ciudadana del expresidente Rafael Correa. Formó parte de la Comisión Permanente de Biodiversidad y Recursos Naturales.
Tras la revelación del caso Gran Padrino, en enero de 2023, fue elegida presidenta de la Comisión por la Verdad, la Justicia y la Lucha contra la Corrupción, creada para investigar supuestos vínculos entre el Gobierno y la mafia albanesa, hechos que llevaron al enjuiciamiento del presidente.
El 17 de mayo del mismo año, a tempranas horas de la mañana, el presidente Guillermo Lasso firmó el Decreto Ejecutivo 741, en el que activó el artículo 148 de la Constitución Nacional, denominado «muerte cruzada», argumentando en su decreto «grave crisis política y conmoción interna»; disolviendo la Asamblea Nacional y convocando a elecciones presidenciales y legislativas extraordinarias.
En las dichas elecciones fue reelegida, siendo una de los candidatos más votados. En medio del proceso electoral, fue condecorada con la Gran Cruz Colorada por el alcalde de Santo Domingo, Wilson Erazo, en reconocimiento a su destacada trayectoria política. Este acto no se salvó de recibir criticas, la concejala Liliana Silva mostró un cartel rechazando el reconocimiento a la asambleísta por votar contra las reforma a la Ley Orgánica de Educación Superior (LOES), donde se proponía la creación de una universidad para la provincia.
El 17 de noviembre fue posesionada como nuevamente como asambleísta, además, fue electa como primera vicepresidenta de la Asamblea Nacional. También, es miembro de la Comisión de Justicia y Estructura del Estado. El 2 de octubre de 2024, presentada la renuncia de Henry Kronfle, fue posesionada como presidenta de la Asamblea Nacional.